# GP Ouest France-Plouay 2013
El GP Ouest France-Plouay 2013, 77a edició del GP Ouest France-Plouay, és una cursa ciclista que es disputà l'1 de setembre de 2013 pels voltants de Plouay, a la Bretanya. Es disputen 9 voltes a un circuit per completar un total de 243 km. El recorregut és bàsicament pla, amb algunes petites pujades que hauran de superar els ciclistes.
La cursa fou guanyada per l'italià Filippo Pozzato (Lampre-Merida), que s'imposà a l'esprint en l'arribada a Plouay. El també italià Giacomo Nizzolo (RadioShack-Leopard) acabà segon, mentre el francès Samuel Dumoulin (AG2R La Mondiale) completà el podi

## Equips participants
Els 19 equips de l'UCI World Tour 2013 són presents a la cursa, així com cinc equips continentals professionals: Bretagne-Séché Environnement, Cofidis, Team Europcar, IAM Cycling i Sojasun.
| Núm.    | Codi | Equip                   |
| ------- | ---- | ----------------------- |
| 1-8     | SKY  | Team Sky                |
| 11-18   | MOV  | Movistar Team           |
| 21-28   | GRS  | Garmin-Sharp            |
| 31-38   | KAT  | Team Katusha            |
| 41-48   | RLT  | RadioShack-Leopard      |
| 51-58   | OPQ  | Omega Pharma-Quick Step |
| 61-68   | AST  | Astana Qazaqstan Team   |
| 71-78   | BMC  | BMC Racing Team         |
| 81-88   | ALM  | AG2R La Mondiale        |
| 91-98   | LAM  | Lampre-Merida           |
| 101-108 | CAN  | Cannondale              |
| 111-118 | BEL  | Belkin Pro Cycling Team |

| Núm.    | Codi | Equip                        |
| ------- | ---- | ---------------------------- |
| 121-128 | TST  | Team Saxo-Tinkoff            |
| 131-138 | OGE  | Orica-GreenEDGE              |
| 141-148 | LTB  | Lotto-Belisol                |
| 151-158 | EUS  | Euskaltel–Euskadi            |
| 161-168 | FDJ  | FDJ                          |
| 171-178 | VCD  | Vacansoleil-DCM              |
| 181-188 | ARG  | Argos-Shimano                |
| 191-198 | EUC  | Team Europcar                |
| 201-208 | SOJ  | Sojasun                      |
| 211-218 | COF  | Cofidis                      |
| 221-228 | IAM  | IAM Cycling                  |
| 231-238 | BSE  | Bretagne-Séché Environnement |

## Classificació final
| #  | Ciclista                | Equip                 | Temps      | Punts UCI |
| -- | ----------------------- | --------------------- | ---------- | --------- |
| 1  | Filippo Pozzato (ITA)   | Lampre-Merida         | 5h 59' 54" | 80        |
| 2  | Giacomo Nizzolo (ITA)   | RadioShack-Leopard    | m. t.      | 60        |
| 3  | Samuel Dumoulin (FRA)   | AG2R La Mondiale      | m. t.      | 50        |
| 4  | Jürgen Roelandts (BEL)  | Lotto-Belisol         | m. t.      | 40        |
| 5  | Daniele Bennati (ITA)   | Team Saxo-Tinkoff     | m. t.      | 30        |
| 6  | Thor Hushovd (NOR)      | BMC Racing Team       | m. t.      | 22        |
| 7  | Elia Viviani (ITA)      | Cannondale            | m. t.      | 14        |
| 8  | Francisco Ventoso (ESP) | Movistar Team         | m. t.      | 10        |
| 9  | Borut Božič (SLO)       | Astana Qazaqstan Team | m. t.      | 6         |
| 10 | John Degenkolb (GER)    | Argos-Shimano         | m. t.      | 2         |